# From.9
From.9 es el primer álbum sencillo especial del grupo femenino surcoreano fromis_9. El álbum fue lanzado el 10 de octubre de 2018 por Off the Record Entertainment y distribuido por Stone Music Entertainment y Genie Music. El sencillo principal del álbum lleva por título «Love Bomb».
El álbum marcó el regreso al grupo de Jang Gyu-ri, después de su ausencia debido a su participación en el programa Produce 48, siendo además el primer lanzamiento bajo el sello discográfico Off the Record, después de firmar oficialmente con ellos en septiembre de 2018.

## Antecedentes y lanzamiento
El 2 de octubre de 2018, el grupo lanzó imágenes como adelanto de su próximo lanzamiento. Al día siguiente, a través de su canal oficial de YouTube, lanzaron un vídeo detrás de escena de los preparativos para su regreso como un grupo nuevamente de 9 miembros, con la reincorporación de Jang Gyu-ri.
El 4 de octubre de 2018, se anunció a través de sus cuentas de redes sociales que el álbum sencillo tendría cinco canciones, con tres canciones nuevas y dos canciones relanzadas de su último miniálbum To. Day incluidas en su versión física, con la pista «Love Bomb» como sencillo principal.

## Lista de canciones
| Descarga digital |                                                                                       |                             |                                            |                        |          |  |
| N.º              | Título                                                                                | Letras                      | Música                                     | Arreglo                | Duración |  |
| 1.               | «Love Bomb»                                                                           | Jo Yun-kyoung               | Mayu Wakisaka, Sean Alexander, David Amber | David Amber, AVENUE 52 | 3:19     |  |
| 2.               | «Dancing Queen» (Lee Sae-rom, Jang Gyu-ri, Roh Ji-sun, Lee Chae-young & Baek Ji-heon) | EJO                         | EJO, 1Hz, KYUM LYK                         | 1Hz, KYUM LYK          | 3:25     |  |
| 3.               | «Coloring (물들어)» (Song Ha-young, Park Ji-won, Lee Seo-yeon & Lee Na-gyung)         | Lee Seo-yeon, Jeong Yun-hwa | Jamie Song                                 | Jamie Song             | 3:36     |  |
| 10:20            |                                                                                       |                             |                                            |                        |          |  |

| CD (bonus track) |                                                    |                                                             |                                    |                                                          |          |  |
| N.º              | Título                                             | Letras                                                      | Música                             | Arreglo                                                  | Duración |  |
| 4.               | «DKDK (두근두근)» (From.9 version)                 | Baekgom, Bbaekkom, Song Ha-young, Park Ji-won, Lee Seo-yeon | Baekgom, Park Ki-tae (PRISMFILTER) | Baekgom, Anchor (PRISMFILTER), Park Ki-tae (PRISMFILTER) | 3:03     |  |
| 5.               | «22nd Century Girl (22세기 소녀)» (From.9 version) | Darly                                                       | Wonderkid, Breadbeat, Shinkung     | Wonderkid, Breadbeat, Shinkung                           | 3:35     |  |
| 16:58            |                                                    |                                                             |                                    |                                                          |          |  |

## Posicionamiento en listas
| Lista (2018)                     | Mejor posición |
| -------------------------------- | -------------- |
| Corea del Sur (Gaon Album Chart) | 3              |

## Historial de lanzamiento
| País   | Fecha                 | Formato                       | Sello                                                  |
| ------ | --------------------- | ----------------------------- | ------------------------------------------------------ |
| Varios | 10 de octubre de 2018 | CD Descarga digital streaming | Off the Record, Stone Music Entertainment, Genie Music |